# شالا بال
شالا بال هي شخصية خيالية ظهرت في قصص الكوميكس الأمريكية التي تنشرها مارفل كومكس، وهي الإمبراطورة الخالدة لكوكب زين-لا وحبيبة نورين راد، المعروف باسم سيلفر سيرفر. تم التفريق بين العاشقين إلى الأبد، عندما أصبح نورين راد رسولًا لغالاكتوس مقابل أن يُبقي كوكبه سالمًا.
ظهرت شالا-بال في فيلم عالم مارفل السينمائي، ذا فانتستك 4: الرحلة الأولى (2025)، وأدت دورها جوليا غارنر.في هذا الإصدار، يتم تصويرها على أنها سيلفر سيرفر.